# استربلوس برونونیانوس
استربلوس برونونیانوس (نام علمی: Streblus brunonianus) نام یک گونه از تیره موراسه است.